# یواس‌اس ریسالوت (۱۸۶۰)
یواس‌اس ریسالوت (۱۸۶۰) (به انگلیسی: USS Resolute (1860)) یک کشتی بود که طول آن ۸۸ فوت ۲ اینچ (۲۶٫۸۷ متر) بود. این کشتی در سال ۱۸۶۵ ساخته شد.